# پره ویهار (شهر)
پره ویهار (خمر: ក្រុងព្រះវិហារ) شهری در مرکز استان پره ویهار و در شمال کامبوج قرار دارد.